# Tái Thuyên
Tái Thuyên (chữ Hán: 載銓; tiếng Mãn: ᡯᠠᡳ ᠴᡳᡠᠸᠠᠨ, Möllendorff: dzai ciowan; 15 tháng 9 năm 1794 – 6 tháng 11 năm 1854), hiệu Quân Lân Chủ nhân (筠邻主人), thất danh Hành Hữu Hằng đường (行有恒堂), Thế Trạch đường (世泽堂) và Hằng đường (恒堂), Ái Tân Giác La, là một nhân vật Hoàng thất của nhà Thanh trong lịch sử Trung Quốc.

## Cuộc đời
Tái Thuyên được sinh ra vào giờ Hợi, ngày 22 tháng 8 (âm lịch) năm Càn Long thứ 59 (1794), trong gia tộc Ái Tân Giác La. Ông là con trai trưởng của Định Đoan Thân vương Dịch Thiệu, mẹ ông là Trắc Phúc tấn Lý Giai thị (李佳氏).

### Thời Gia Khánh
Năm Gia Khánh thứ 5 (1800), ông được ban mũ mão Tứ phẩm (四品顶戴). 5 năm sau được ban mũ mão Tam phẩm. Năm thứ 12 (1807), ông trở thành Thư đồng trong Thượng thư phòng. Năm thứ 14 (1809), được ban mũ mão Nhị phẩm. Năm thứ 15 (1810), tháng 7, nhậm chức Càn Thanh môn Thị vệ (乾清門侍衛), được hành tẩu tại Càn Thanh môn. Năm thứ 16 (1811), tháng 11, thụ Ngự tiền Thị vệ (御前侍衛), được hành tẩu tại Ngự tiền. Năm thứ 19 (1814), tháng 11, nhậm Phó Đô thống Mông Cổ Chính Hoàng kỳ. Năm thứ 20 (1815), tháng 4, ông được lệnh đến tế rượu Vinh Khác Quận vương Miên Ức.
Năm thứ 21 (1816), tháng 4, thụ chức Phụng Thần viện Chính khanh. Tháng 7, ông kiêm quản lý Ngự thuyền xử, trở thành Ngự thuyền xử Thống lĩnh Đại thần. Tháng 8, Bối tử Dịch Thuần qua đời, ông được lệnh mang theo Đà la kinh bị đến tế điện. Tháng 11 cùng năm, ông được phong tước Nhị đẳng Phụ quốc Tướng quân. Năm thứ 22 (1817), tháng 9, thụ Nội các Học sĩ, ban hàm Lễ bộ Thị lang. Năm thứ 23 (1818), ông theo Gia Khánh Đế đến Thịnh Kinh, sau lại đến đầm Bạch Long ở huyện Mật Vân cầu mưa. Tháng 11, nhậm Tả dực Tiền phong Thống lĩnh. Năm thứ 25 (1820), ông được lệnh đến tế rượu Di Thân vương Tái Phường (载坊).

### Thời Đạo Quang
Năm Đạo Quang nguyên niên (1821), tháng 6, thụ Đô thống Hán quân Chính Hồng kỳ. Tháng 8, Túc Cung Thân vương Vĩnh Tích qua đời, ông được phái mang Đà la kinh bị ban thưởng đến. Năm thứ 3 (1823), tháng giêng, ông được thăng tước Nhị đẳng Trấn quốc Tướng quân. Tháng 10 cùng năm, quản lý sự vụ Hỏa khí doanh (火器營). Năm thứ 4 (1824), ông được phép cưỡi ngựa trong Tử Cấm Thành. Năm thứ 5 (1825), tháng 7, quản lý sự vụ Kiện duệ doanh. Cùng năm, ông thay quyền Đô thống Hán Quân Chính Lam kỳ, quản lý bốn kỳ Hữu dực. Năm thứ 6 (1826), ông được lệnh đến tế rượu Duệ Cần Thân vương Đoan Ân. Năm thứ 8 (1828), tiếp tục được lệnh đến tế rượu Mãn Châu Ba Cha Nhĩ (满珠巴咱尔) – Quận vương (hàm Thân vương) của Khách Lạt Thấm, đồng thời là Đa La Ngạch phò, hôn phu của Huyện chúa – con gái của Định Cung Quận vương Miên Ân. Đồng nghĩa với việc Huyện chúa này chính là chị gái của Dịch Thiệu, cô ruột của Tái Thuyên.
Năm thứ 10 (1830), ông thay quyền Đô thống Mông Cổ Tương Hồng kỳ. Năm thứ 11 (1831), tháng giêng, lại thăng làm Bất nhập Bát phân Trấn quốc công. Cùng năm, ông tiếp tục đến huyện Mật Vân cầu mưa, đến Nhiệt Hà kiểm tra công trình Hành cung. Năm thứ 12 (1832), ông thay quyền sự vụ Loan Nghi vệ. Tháng 11, nhậm Nội đại thần. Cùng năm ông chính thức nhậm Loan nghi vệ Chưởng vệ sự Đại thần. Năm thứ 13 (1833), tháng 5, ông phụng chỉ ở Ngự tiền Đại thần thượng học tập hành tẩu. Năm thứ 14 (1834), tháng giêng, thụ Chính Hoàng kỳ Lĩnh Thị vệ Nội đại thần. Tháng 7 cùng năm, nhậm Sùng Văn môn Giám sát. Tháng 9, nhậm Hậu hộ Đại thần (後护大臣). Tháng 10, diễn ra lễ sách lập Hoàng hậu của Hiếu Toàn Thành Hoàng hậu, ông được làm lễ cáo tế. Tháng 11 nhậm chức Lễ bộ Thượng thư. Tháng 12 nhậm Kinh diên Giảng quan. Năm thứ 15 (1835), tháng 2, nhậm chức Tổng am đạt  quản lý sự vụ Hổ thương doanh. Tháng 5 cùng năm, tấn thăng làm Phụng ân Phụ quốc công. Tháng 6, ông nhậm chức Công bộ Thượng thư, thay cho Tông thất Kính Trưng (敬徵) – con trai thứ tư của Túc Cung Thân vương Vĩnh Tích. Tháng 7 thụ Tổng lý Hành dinh sự vụ đại thần. Tháng 12 quản lý sự vụ Thiện phác doanh. Cuối năm, ông chịu trách nhiệm các lễ tế đưa tử cung của Hiếu Mục Hoàng hậu và Hiếu Thận Hoàng hậu phụng an Địa cung.
Năm thứ 16 (1836), tháng 9, điều làm Đô thống Mãn Châu Tương Lam kỳ. Tháng 11 cùng năm, quản lý sự vụ Võ Bị điện, thụ chức Duyệt binh đại thần (閱兵大臣). Cùng tháng đó, phụ thân ông qua đời, ông được tập tước Định Thân vương đời thứ 5, nhưng Định vương phủ không phải thừa kế võng thế, nên ông chỉ được phong làm Định Quận vương (定郡王), được ban thưởng Tam nhãn Hoa linh, đồng thời thủ hiếu 100 ngày. Năm thứ 17 (1837), Đạo Quang Đế ban cho ông 3 vạn lượng để lo việc mồ mả cho cha ông là Dịch Thiệu. Tháng 3, ông phụng chỉ ở Nội đình hành tẩu. Cùng năm, ông thay quyền Đô thống Mãn Châu Tương Bạch kỳ. Năm thứ 18 (1838), tháng 4, ông quản lý sự vụ Phụng Thần viện. Cùng năm, thay quyền Đô thống Mãn Châu Tương Hoàng kỳ. Năm thứ 19 (1839), tháng 5, nhậm chức Tông Nhân phủ Tông lệnh. Năm thứ 20 (1840), tháng giêng, thụ Chưởng vệ sự đại thần (掌衛事大臣). Năm thứ 21 (1841), tháng 11, quản lý Hữu dực Cận chi Tộc trưởng. Năm thứ 23 (1843), ông thay quyền Loan nghi vệ Chưởng vệ sự Đại thần.
Năm thứ 25 (1845), tháng 2, quản lý sự vụ Tông Nhân phủ Ngân khố. Lần lượt thay quyền Đô thống Mãn Châu Tương Hoàng kỳ và Chính Hồng kỳ. Tháng 8 cùng năm, quản lý sự vụ Khâm Thiên giám Toán học, cho phép không cần tại Ngự tiền Đại thần thượng hành tẩu, tiếp tục được hành tẩu tại Nội đình. Tháng 9 được gia ân được phép ngồi kiệu nhỏ trong Tử Cấm Thành. Năm thứ 26 (1846), ông nhậm Chính Hoàng kỳ Lĩnh thị vệ Nội đại thần. Tháng 10, nhậm Ngọc Điệp quán Tổng tài. Trong 3 năm liên tiếp từ 1846 đến 1848, ông ba lần được phái đến Thanh Đông lăng và Thanh Tây lăng yết lăng. Năm thứ 29 (1849), tháng 12 (tức tháng 1 năm 1850), ông được lệnh quản lý đại tang của Đại hành Hoàng thái hậu (tức Hiếu Hòa Duệ Hoàng hậu). Cũng khoảng thời gian này, ông được lệnh đến Xương Tây lăng chuẩn bị khởi công. Năm thứ 30 (1850), tháng giêng, Đạo Quang Đế qua đời, ông tiếp tục quản lý tang nghi của Đại hành Hoàng đế. Cũng trong năm này, mẹ ông qua đời, ông được ban thưởng 5 trăm lượng bạc để lo liệu tang lễ của mẹ.

### Thời Hàm Phong
Năm Hàm Phong nguyên niên (1851), ông mang ấn Nội phiên Thư phòng. Tháng 9, thay quyền Bộ quân Thống lĩnh, năm sau thì chính thức nhậm chức. Năm thứ 3 (1853), tháng 2, ông được ban thưởng thêm hàm Thân vương, được hưởng toàn bộ bổng lộc của Thân vương. Năm thứ 4 (1854), ngày 16 tháng 9 (âm lịch), buổi trưa, ông qua đời, thọ 61 tuổi, được truy phong Định Mẫn Thân vương (定敏親王).

## Gia quyến
- Đích Phúc tấn: Qua Nhĩ Giai thị (瓜爾佳氏), con gái của Tri phủ Khánh Phúc (慶福).
- Con thừa tự: Phổ Hú (溥煦; 1831 – 1907), là con trai thứ năm của Tam đẳng Phụ quốc Tướng quân Tái Minh (載銘) – anh họ trong tộc của ông. Năm 1854 được cho làm con thừa tự và được tập tước Định Thân vương. Sau khi qua đời được truy thụy Định Thận Quận vương (定慎郡王). Có bốn con trai.